# クレパン・ディアタ
クレパン・ディアタ（Krépin Diatta、1999年2月25日 - ）は、セネガル・ダカール出身のプロサッカー選手。リーグ・アン・モナコ所属。セネガル代表。ポジションはMF。

## 経歴

### クラブ
2017年2月26日、ノルウェーのサルプスボルグ08と4年契約を結んだ。
2018年1月3日、クラブ・ブルッヘと4年半契約を結んだ。
2021年1月21日、モナコと2025年6月までの契約を結んだ。

### 代表
2019年3月、セネガル代表初召集。同月23日、アフリカネイションズカップ2019予選のマダガスカル戦でスタメン出場し代表デビュー。

## 代表歴

### 出場大会
- セネガル代表
  - 2022 FIFAワールドカップ

### 試合数
- 国際Aマッチ 37試合 2得点（2019年-）[6]

| セネガル代表 | 国際Aマッチ | 国際Aマッチ |
| 年           | 出場        | 得点        |
| ------------ | ----------- | ----------- |
| 2019         | 13          | 1           |
| 2020         | 3           | 0           |
| 2021         | 8           | 1           |
| 2022         | 5           | 0           |
| 2023         | 8           | 0           |
| 2024         |             |             |
| 通算         | 37          | 2           |

## タイトル
クラブ・ブルッヘ
- ベルギー・プロ・リーグ: 2017-18, 2019-20
- ベルギー・スーパーカップ: 2018